# Anadelphia trichaeta
Anadelphia trichaeta là một loài thực vật có hoa trong họ Hòa thảo. Loài này được (Reznik) Clayton mô tả khoa học đầu tiên năm 1966.